# Tumen

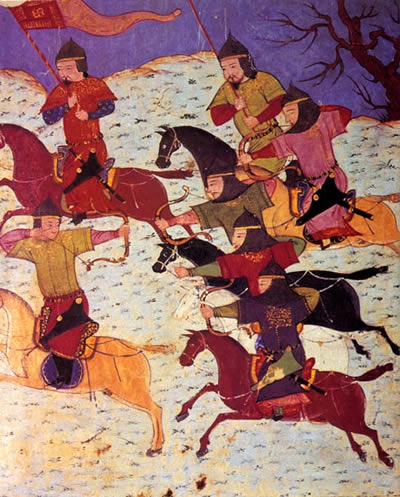
Cavalieri mongoli in una illustrazione medievale.

Il tumen era il raggruppamento di guerrieri più grande dell'esercito mongolo. La sua grandezza originaria era di diecimila uomini e ogni tumen era diviso abitualmente per dieci in unità più piccole: i minghaan da mille uomini, lo yagun da cento, l'arban da dieci. Questo sistema decimale di raggruppamento dei guerrieri consentiva una catena di comando semplice e capillare: ogni raggruppamento era comandato da un ufficiale di grado via via superiore, fino ad arrivare al comandante del tumen, di solito un generale molto influente all'interno del popolo mongolo.
Al tempo di Gengis Khan, ad esempio, i comandanti dei tumen erano alcuni tra i personaggi più importanti della nazione mongola, come alcuni fratelli di Gengis Khan o il generale Tsubodai, famoso per la sua abilità strategica.
I comandanti dei tumen e dei minghaan avevano il rango di noyan, ma i generali dei tumen più importanti ottenevano anche il titolo di orlok.
Ogni ufficiale dell'esercito mongolo aveva una medaglia di metallo che ne segnalava il rango, detta paitze. I noyan ne avevano una d'oro che pesava circa 600 grammi, gli orlok una che pesava circa 1500 grammi. 